# بيتر ثييل
بيتر أندرياس ثييل (مواليد 1956) عالم فيزياء فلكية وباحث مناخ دنماركي. ساعد بحثه في التباين الشمسي في تقديم دليل على تأثير الاحتباس الحراري على مناخ الأرض في أواخر القرن العشرين. على وجه الخصوص، أظهرت دراسته، مع نود لاسين، التي أجرياها في درجة حرارة الهواء الأرضي في نصف الكرة الشمالي أن ارتفاع 0.4 درجة مئوية منذ عام 1980 لا يمكن تفسيره بالدورة الشمسية فقط. وأشار علماء المناخ إلى أن هذا الاكتشاف «دليل على ارتفاع درجة حرارة الدفيئة». 
تلقّى ثييل تعليمه الجامعي في جامعة كوبنهاغن. حصل على ماجستير في الفيزياء ودكتوراه في الفيزياء الفلكية من جامعة ديلاوير.
كان ثييل زميل كارلسبرغ في معهد نيلز بور وعمل في معهد الشمال للفيزياء النظرية . حاليًا، يُعتبر أحد كبار العلماء في المعهد الدنماركي للأرصاد الجوية في كوبنهاغن. يشارك حاليًا في إنشاء نظام أوتوماتيكي عالمي لمراقبة انعكاس الأرض - البياض - باستخدام ملاحظات سطوع الأرض على القمر. يمكن استخدام هذه البيانات في دراسات تغير المناخ ومعايرة بيانات الأقمار الصناعية حيث تقدم القياسات بيانات مستقلة عن البياض. ولهذا الغرض، تم تركيب تلسكوب في هاواي في مرصد ماونا لوا، حيث تمول هذا المشروع وكالة الأبحاث السويدية VINNOVA.

## روابط خارجية
- صفحة موارد الشمس والمناخ
- منشورات بيتر ثييل